# コブガモ
コブガモ (Sarkidiornis melanotos)は、カモ目カモ科の鳥類。

## 分布
アフリカ、南アメリカ、南アジア

## 形態
特徴は写真参照。

## 保全状態評価
- LEAST CONCERN (IUCN Red List Ver. 3.1 (2001))
[1]

## 参照・注釈
1. ↑  Sarkidiornis melanotos  (Species Factsheet by BirdLife International)